# Шанин, Жумат Тургунбаевич
Жумат Тургунбаевич Шанин (15 октября 1892 , близ Желтау, аул № 3, современный Баянаульский район Павлодарской области — 26 февраля 1938, Уральск) — казахский советский режиссёр, драматург, основатель казахского национального профессионального театрального искусства. Первый народный артист КазАССР (1931).

## Биография
Родился в семье бедняка. Происходит из подрода каржас рода суйиндык племени аргын. Учился грамоте у аульного муллы, научился играть на домбре у своего дяди Алтыбая.
В 1913 году приехал в Омск, где некоторое время работал на заводе. В 1915—1916 годах учился на бухгалтерских курсах, после их окончания работал на заводе помощником бухгалтера. В эти годы впервые побывал на спектаклях городского театра. Знакомство с С. Сейфуллиным, Н. Нурмаковым и Б. Серкебаевым определило его дальнейший путь. Однако вскоре его призвали на фронт, в родной край он вернулся в 1917 году.
В 1920-х годах Жумат Шанин руководил в Семипалатинске труппой «Ес-аймак», поставил свою первую пьесу «Аркалык батыр», написанную на основе народных жыров, драму «Красные соколы» С. Сейфуллина (1922), в которых сыграл роли Аркалыка и Еркебулана.
В 1925 году стал основателем и художественным руководителем Казахского театра драмы в Кзыл-Орде. Уделял много внимания культурному и профессиональному росту актёров, планомерной работе театра, пополнению репертуара драматическими произведениями с высоким идейно-художественным уровнем, о чём свидетельствуют его статьи, опубликованные в разные годы на страницах газет и журналов. Он глубокого изучал систему реформы Станиславского и сделал этот метод актёрской техники своим путеводителем.
В 1926—1932 годах в Казахском театре драмы осуществил постановки национальной («Месть» и «Турксиб» И. Джансугурова, «За Октябрь» М. О. Ауэзова, «Фронт» Б. Майлина и другие) и классической драматургии («Каменный гость» и «Скупой» А. С. Пушкина, «Гамлет» У. Шекспира). Осуществляя постановки пьес казахских драматургов, Шанин широко использовал фольклор и устное народное творчество при постановках спектаклях театра. При написании пьес использовал народные сказания, легенды (пьесы «Аркалык батыр», «Козы Корпеш — Баян»). Сотрудничая с А. Затаевичем, внес значительный вклад в сохранении музыкального фольклора, народных танцев («Кара жорга»). Посещая знаменитую Кояндинскую ярмарку, он в дальнейшем привлекал в театр популярных народных любимцев — таких, как Калибек Куанышбаев, Амре Кашаубаев, Иса Байзаков, а также многих других, ставших впоследствии гордостью казахского театрального, музыкального искусства и литературы.
В 1927 году с группой мастеров искусств участвовал в этнографическом концерте в Москве.
В 13 января 1931 года Указом Совнаркома первым присвоено звание народного артиста Казахской АССР, вместе с артистом Елюбаем Умурзаковым.
В 1932—1933 годах работал главным режиссёром Киргизского театра драмы во Фрунзе. Поставил оперы «Жалбыр», «Кыз Жибек» и «Ер Таргын» Е. Г. Брусиловского.
Приглашён в феврале 1936 года из г. Фрунзе для постановок «Кыз Жибек» и «Жалбыр», которые получили высокую оценку на Декаде казахской литературы и искусства в Москве в 1936 году. Шанин был вновь назначен директором и художественным руководителем казахского музыкально-драматического театра. Большинство участников получили награды, кроме самого Шанина. После окончания декады театр был разделён на 2 труппы — драматическую и музыкальную. Музыкальная труппа стала основой первого казахского театра оперы и балета. После Декады был направлен в Западный Казахстан для создания Уральского казахского музыкально-драматического театра, который сам и возглавил.
Как драматург написал несколько известных пьес: «Аркалык батыр», «Козы Корпеш — Баян», «Шахта», «Торсыкбай», «Айдарбек», «Три свояка», «Картины жизни», «Чёрный замок» и другие.

 Поверьте мне, дорогой Жумат! В будущем о Вас будут помнить. Вы создали огромное духовное наследие. Быть пионером целого народа в его новой культурной жизни, развитии не каждому дано. И не каждому под силу, а Вы это свершили. И поэтому благодарные потомки будут помнить и любить Вас — Константин Сергеевич Станиславский
.
Помимо театральной деятельности периодически работал в партийно-советских органах Каркаралинска, Павлодара (1921—1922), Зайсанa (1922) и Семипалатинска (1933).
Арестован УГБ по Западно-Казахстанской области 15.10.1937. Обвинен по ст. 58-7, 58-8, 58-11 УК РСФСР. Приговорен Верховным судом СССР 26 февраля 1938 года к ВМН, расстрелян в день вынесения приговора.